# Purcellia
Genre
Synonymes
- Speleosiro Lawrence, 1931

Purcellia est un genre d'opilions cyphophthalmes de la famille des Pettalidae.

## Distribution
Les espèces de ce genre sont endémiques d'Afrique du Sud.

## Liste des espèces
Selon World Catalogue of Opiliones (17/04/2021) :
- Purcellia argasiformis (Lawrence, 1931)
- Purcellia griswoldi de Bivort & Giribet, 2010
- Purcellia illustrans Hansen & Sørensen, 1904
- Purcellia lawrencei de Bivort & Giribet, 2010
- Purcellia leleupi Staręga, 2008

## Étymologie
Ce genre est nommé en l'honneur de William Frederick Purcell.

## Publication originale
- Hansen & Sørensen, 1904 : On Two Orders of Arachnida : Opiliones, Especially the Suborder Cyphophthalmi, and Riniculei, Namely the Family Cryptostemmatoidea. Cambridge University Press, Cambridge, p. 1–174 , (texte intégral)